# Catoria delectaria
Catoria delectaria är en fjärilsart som beskrevs av Walker 1866. Catoria delectaria ingår i släktet Catoria och familjen mätare. Inga underarter finns listade i Catalogue of Life.

## Bildgalleri

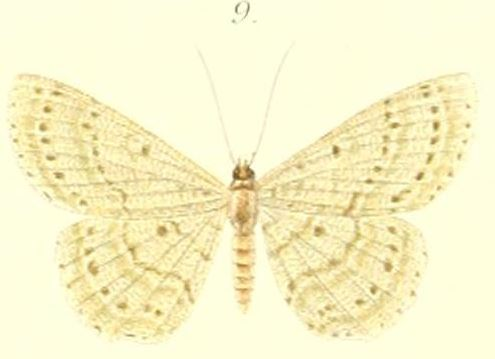